# Sistema satellitare Quasi-Zenith

Animazione dell'orbita dei 3 satelliti iniziali della costellazione QZSS.

Il sistema satellitare Quasi-Zenith (QZSS), chiamato anche Michibiki, è un sistema satellitare giapponese ideato per fornire servizi di comunicazione (video, audio e dati) ed informazioni sulla posizione e svolgere funzioni di aumento dell'accuratezza per un altro sistema di posizionamento satellitare sul territorio giapponese.

## Storia

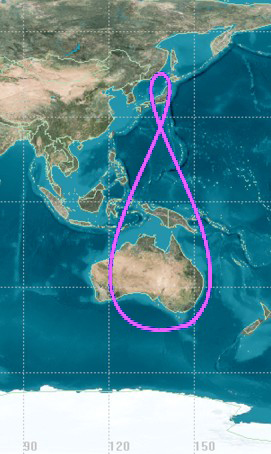
L'orbita dei satelliti Quasi-Zenith.

Dopo essere stato autorizzato dal Governo giapponese nel 2002 con lo scopo di fornire un servizio di aumento dell'accuratezza per il sistema di posizionamento statunitense GPS, lo sviluppo del sistema Quasi-Zenith cominciò ad opera di un consorzio composto da Mitsubishi Electric, Hitachi, e GNSS Technologies. Tale consorzio fallì però nel 2007 e fu sostituito da un istituto di ricerca tecnologica controllato dal Governo giapponese attraverso quattro ministeri: Educazione, cultura, sport, scienza e tecnologia, Affari interni e comunicazioni, Economia, commercio e industria e Territorio, infrastrutture, trasporti e turismo.
Il progetto iniziale prevedeva che la costellazione fosse composta da tre satelliti, disposti in un'orbita geosincrona, altamente inclinata e poco ellittica, e separati tra loro di 120°. In questo modo avrebbero dovuto percorrere, rispetto ad un osservatore a terra, una traiettoria a forma di otto (chiamata analemma) che avrebbe dovuto garantire la copertura del territorio giapponese da parte di almeno un satellite in ogni momento.
Il primo satellite, Michibiki-1, è stato messo in orbita l'11 settembre 2010, con l'obiettivo di completare la costellazione e raggiungere la piena operatività per il 2013. Tuttavia, nel marzo del 2013 il Governo giapponese ha deciso di espandere la costellazione e portarla a quattro satelliti e ha annunciato che la piena operatività sarà raggiunta nel 2018.
Nel 2016 il Governo giapponese e l'Agenzia Spaziale Europea hanno siglato un accordo per integrare il QZSS nel sistema di posizionamento europeo Galileo entro tre anni.
Il sistema è diventato ufficialmente operativo il 1º novembre 2018, tuttavia il supporto al QZSS è stato introdotto in alcuni dispositivi commerciali già a partire dal 2015, tra cui l'iPhone 6s e successivi.

### Cronologia dei lanci
| Satellite             | Data              | Luogo       | Lanciatore | Stato del satellite |
| --------------------- | ----------------- | ----------- | ---------- | ------------------- |
| QZS-1 (Michibiki-1)   | 11 settembre 2010 | Tanegashima | H-IIA      | Dismesso            |
| QZS-2 (Michibiki-2)   | 1º giugno 2017    | Tanegashima | H-IIA      | Operativo           |
| QZS-3 (Michibiki-3)   | 19 agosto 2017    | Tanegashima | H-IIA      | Operativo           |
| QZS-4 (Michibiki-4)   | 10 ottobre 2017   | Tanegashima | H-IIA      | Operativo           |
| QZS-1R (Michibiki-1R) | 26 ottobre 2021   | Tanegashima | H-IIA      | Operativo           |
| QZS-5 (Michibiki-5)   | 2023              |             |            | Programmato         |
| QZS-6 (Michibiki-6)   | 2023              |             |            | Programmato         |
| QZS-7 (Michibiki-7)   | 2024              |             |            | Programmato         |

## Tecnologia
Secondo i piani originali, ogni satellite QZSS avrebbe dovuto essere dotato di due tipi di orologi atomici: un maser all'idrogeno e un orologio al rubidio. Nel 2006 si è deciso di interrompere lo sviluppo del maser all'idrogeno, lasciando solo l'orologio al rubidio, costituendo un'architettura simile a quella del GPS statunitense. Il primo satellite QZSS, tuttavia, trasporta il prototipo di un sistema di sincronizzazione sperimentale basato su un orologio al cristallo.
Durante la fase di collaudo in orbita, durata due anni, si sono svolti dei test per determinare la fattibilità di una tecnologia che non impiegasse orologi a bordo, diversamente da come accade in tutti i sistemi di navigazione attualmente esistenti. Questa tecnologia prevede che i satelliti operino come transponder ritrasmettendo l'orario preciso inviato dalle stazioni di terra. Tale soluzione consente al sistema di operare in maniera ottimale quando i satelliti sono in contatto diretto con le stazioni di terra, ed è perciò adatta per un sistema come il QZSS. Questa nuova tecnologia porterebbe significativi vantaggi in termini di riduzione della massa dei satelliti e quindi del costo di lancio.